# Боас (Ен)
Боас (фр. Boisse) насеље је и општина у источној Француској у региону Рона-Алпи, у департману Ен (Рона-Алпи) која припада префектури Бурж ан Брес.
По подацима из 2011. године у општини је живело 2908 становника, а густина насељености је износила | становника/km². Општина се простире на површини од | km². Налази се на средњој надморској висини од 240 метара (максималној 319 m, а минималној 179 m).

## Демографија
| 1962. | 1968. | 1975. | 1982. | 1990. | 1999. | 2011. |
| ----- | ----- | ----- | ----- | ----- | ----- | ----- |
| 1.202 | 1.457 | 1.751 | 1.959 | 2.419 | 2.701 | 2.908 |

График промене броја становника у току последњих година